# Dolichoderus furcifer
Dolichoderus furcifer é uma espécie de formiga do gênero Dolichoderus.